# Husák
Husák (in ungherese: Ungludas) è un comune della Slovacchia facente parte del distretto di Sobrance, nella regione di Košice.